# Goodbye Yellow Brick Road (bài hát)
"Goodbye Yellow Brick Road" là bản ballad nằm trong album cùng tên năm 1973 của ca sĩ người Anh Elton John. Ca khúc được John sáng tác cùng Bernie Taupin, lấy cảm hứng từ con đường trong tác phẩm Phù thủy xứ Oz của nhà văn L. Frank Baum.
"Goodbye Yellow Brick Road" nhận được nhiều phản hồi tích cực, thường được coi là ca khúc mềm mại nhất sự nghiệp của Elton John. Tạp chí Rolling Stone từng xếp ca khúc ở vị trí 390 trong danh sách "500 bài hát vĩ đại nhất". Tại Mỹ, đĩa đơn này đạt chứng chỉ Vàng vào ngày 4 tháng 1 năm 1974, Bạch kim vào ngày 13 tháng 9 năm 1995 và 2x Bạch kim vào ngày 2 tháng 3 năm 2020.

## Xếp hạng và chứng chỉ
| Bảng xếp hạng (1973–1974)             | Vị trí cao nhất |
| ------------------------------------- | --------------- |
| Australia (Kent Music Report)         | 4               |
| Canadian RPM 100 Top Singles          | 1               |
| Canada RPM Adult Contemporary         | 1               |
| German Singles Chart                  | 49              |
| Irish Singles Chart                   | 4               |
| Hà Lan (Single Top 100)               | 23              |
| New Zealand (Listener)                | 2               |
| Na Uy (VG-lista)                      | 9               |
| South African Singles Chart           | 7               |
| Anh Quốc (OCC)                        | 6               |
| Hoa Kỳ Billboard Hot 100              | 2               |
| Hoa Kỳ Adult Contemporary (Billboard) | 7               |
| US Cash Box Top 100                   | 1               |
| Bảng xếp hạng (2019)                  | Vị trí cao nhất |
| Hoa Kỳ Hot Rock Songs (Billboard)     | 17              |

| Bảng xếp hạng (1973) | Vị trí |
| -------------------- | ------ |
| Canada               | 41     |

| Bảng xếp hạng (1974)          | Vị trí |
| ----------------------------- | ------ |
| Australia (Kent Music Report) | 25     |
| U.S. Billboard Hot 100        | 72     |

| Quốc gia                                                    | Chứng nhận  | Số đơn vị/doanh số chứng nhận |
| ----------------------------------------------------------- | ----------- | ----------------------------- |
| Anh Quốc (BPI)                                              | Vàng        | 400.000‡                      |
| Hoa Kỳ (RIAA)                                               | 2× Bạch kim | 2.000.000‡                    |
| ‡ Chứng nhận dựa theo doanh số tiêu thụ và phát trực tuyến. |             |                               |

## Thành phần tham gia sản xuất
- Elton John – piano, hát.
- Davey Johnstone – guitar điện Leslie electric, hát bè.
- Dee Murray – bass, hát bè.
- Nigel Olsson – trống, hát bè.
- Del Newman – hòa âm dàn nhạc.